# Adolf-Mittag-See
Der Adolf-Mittag-See ist ein See im Rotehornpark in Magdeburg.
Der See wurde in den Jahren 1906 bis 1908 durch die Aufweitung der Tauben Elbe, eines Elbarms, künstlich angelegt. Die Mittel für dieses Vorhaben, 50.000 Mark, wurden von dem Magdeburger Industriellen und Mäzen Adolf Mittag bereitgestellt, weswegen der See in der Folge seinen Namen erhielt. An der Südseite des Sees befindet sich die nach der Ehefrau Mittags benannte Marieninsel mit dem Venustempel.

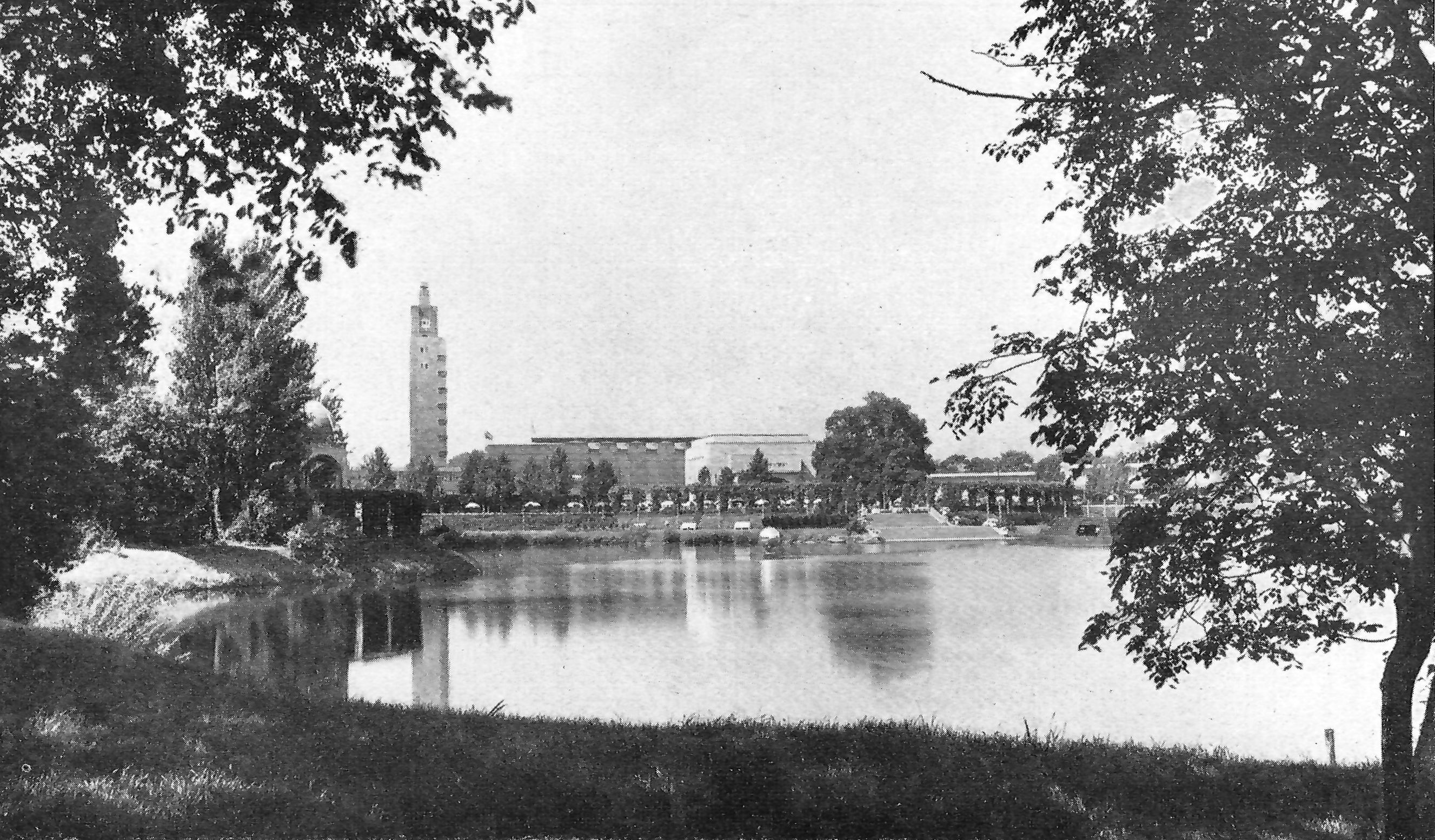
Adolf-Mittag-See im Jahr 1927

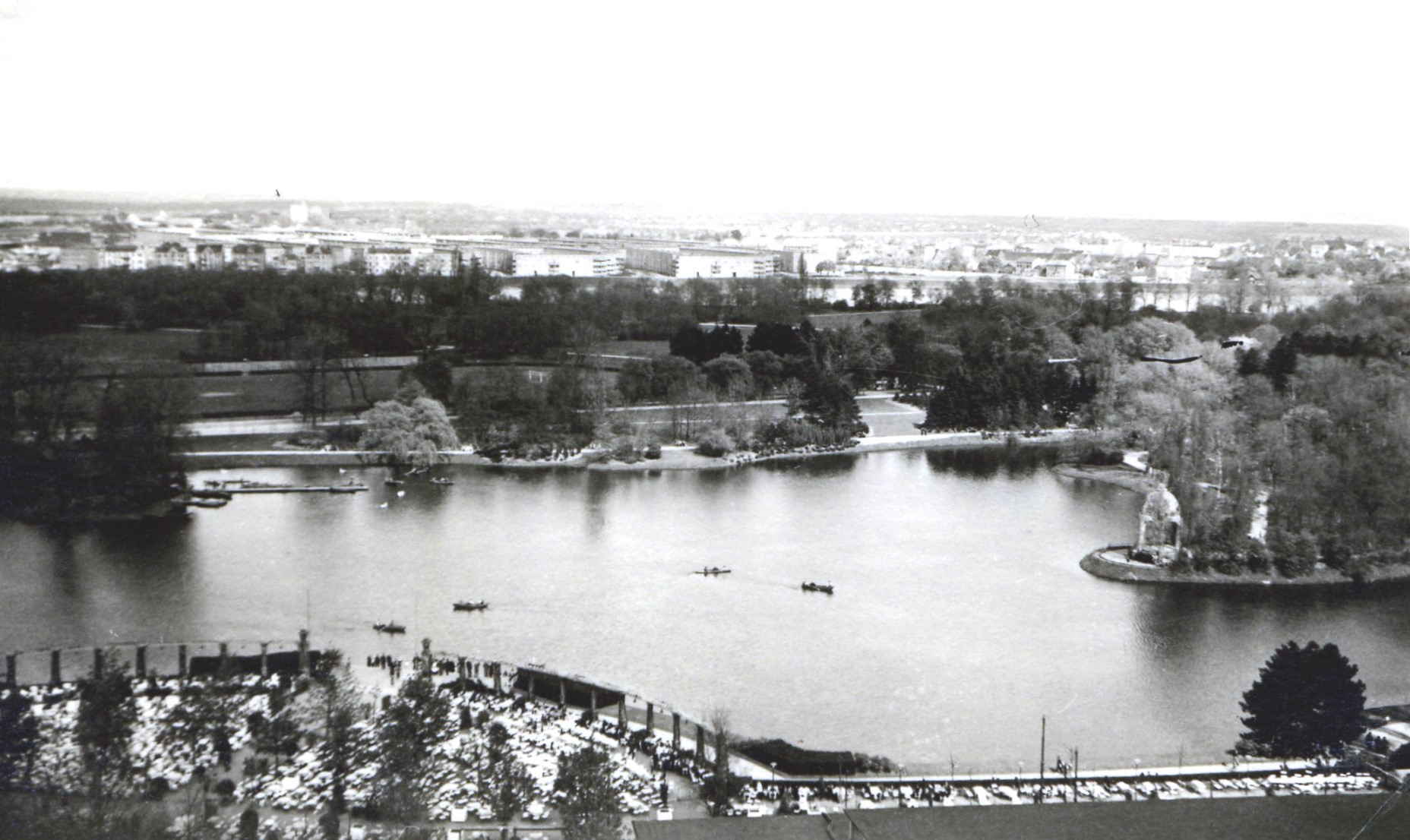
Blick vom Aussichtsturm Rotehornpark über den See nach Cracau, 1937

Um den See führen Promenadenwege. Im See, auf einer zweiten Insel, befindet sich ein Bootsverleih, bei dem Ruder- und Tretboote gemietet werden können. Je nach Wasserstand kann damit auch ein Teil der Tauben Elbe befahren werden. Vom westlich neben dem See gelegenen Biergarten führt eine Freitreppe bis an das Seeufer.
Von 2006 bis 2008 wurde der See für 1,7 Millionen Euro umfassend saniert und die Frischwasserzufuhr von der Elbe verbessert. Dies war wegen der Folgen des Elbhochwassers von 2002 und der fortschreitenden Verlandung aufgrund von Eutrophierung notwendig geworden. Dazu wurden der See und die Taube Elbe ausgebaggert und eine elf Meter hohe Fontäne, die die Sauerstoffversorgung verbessern soll, installiert.
Von 2018 bis 2019 erfolgte eine weitere Sanierung aufgrund der beim Elbhochwasser von 2013 erneut eingetragenen Elbschlämme. Seit dem 18. Juli 2019 ist der See wieder freigegeben.